# SpVgg Neuwied
Die SpVgg Neuwied war ein deutscher Sportverein mit Sitz in der rheinland-pfälzischen Kreisstadt Neuwied im gleichnamigen Landkreis.

## Geschichte
Die erste Fußball-Mannschaft stieg zur Saison 1950/51 in die zu dieser Zeit zweitklassige Landesliga Rheinland auf. Mit 34:26 Punkten konnte sich die Mannschaft hier in der Staffel Nord sogar gleich den dritten Platz am Ende der Saison sichern. Nach der nächsten Saison wurde die Landesliga dann aufgelöst und zur nächsten Saison die nun drittklassige eingleisige Amateurliga Rheinland eingeführt. Die ersten fünf Vereine in der Staffel Nord qualifizierten sich dann für die neue Spielklasse. Mit 39:21 Punkten und dem dritten Platz schaffte die SpVgg den Schnitt und durfte mit in die neue Liga übergehen.
Auch in der neuen Liga konnte man trotz der stärkeren Konkurrenz wieder oben mitspielen und belegte mit 37:23 Punkten den vierten Platz am Ende der Saison 1952/53. Dies sollte dann aber auch die höchste Platzierung auf der Tabelle gewesen sein, in den kommenden Spielzeiten reichte es dann nur noch maximal für den fünften Platz. Auch ein Wechsel in die Staffel West, nachdem die Liga wieder zweigleisig geworden war, half nichts, und die Mannschaft spielte von Saison zu Saison gegen den Abstieg. Die Saison 1960/61 bedeutete mit 12:36 Punkten den 13. und letzten Platz der Tabelle und damit das Ende der Spielvereinigung in der 1. Amateurliga. Zwar gelang zur Saison 1962/63 der direkte Wiederaufstieg. Jedoch fiel man hier der Rückkehr der Liga in die Eingleisigkeit zum Opfer und schaffte den Schnitt mit 19:29 Punkten über den achten Platz in der Staffel Ost nicht. Somit musste die Mannschaft diesmal endgültig in die 2. Amateurliga absteigen.
Zur Saison 1986/87 stieg die Mannschaft nochmals in die Verbandsliga Rheinland auf, musste dann jedoch bereits nach einer Spielzeit als Tabellenletzter mit lediglich 8:26 Punkten wieder absteigen. Auch aus der Bezirksliga Ost stieg man eine Saison später ab. Über das weitere Schicksal des Vereins ist nichts bekannt.

## Persönlichkeiten
- Stefan Krämer (Fußballtrainer)